# Интерперсональный психоанализ
Интерперсональный психоанализ — альтернативное направление американского психоанализа, развиваемое с 1920-х годов Гарри Стеком Салливаном, Кларой Томпсон и их последователями.
Интерперсональный психоанализ изначально основывался на клинических успехах, достигнутых Г. С. Салливаном в работе с шизофреническими пациентами, в работе с которыми он трансформировал психоаналитическую технику.
Клинические успехи Г. С. Салливана связаны с обращением первостепенного внимания на значение интерперсонального (или межличностного) взаимодействия в психическом развитии и патогенезе, а также переосмыслением роли психотерапевта, как включенного наблюдателя и специалиста по коммуникации.
Интерес к коммуникации и ситуации интерперсонального взаимодействия, подкрепленные современными представлениями из лингвистики и культурной антропологии, а также понимание необходимости переориентации психиатрии на принципы социальных наук, позволили Г. С. Салливану разработать интерперсональную теорию психиатрии и психоанализа.
Центральным звеном интерперсональной теории является признание условности и гипотетического характера такого образования как личность, — единицей анализа становится не личность, а межличностная ситуация. Анализ межличностных ситуаций получил своё развитие в различных психотехниках